# Merlin: Children in Need
Merlin: Children in Need es una serie de tres pequeños episodios (generalmente de 2 minutos) rodados por el elenco de la serie Merlín, para recaudar dinero para Children in Need en el 2008, 2009 y 2010, un programa de la BBC que recauda dinero para cambiar la vida de niños y jóvenes con discapacidad en el Reino Unido. 

## Episodios
| # | Título Título original | Director(es) | Guionista(s) | Fecha de estreno        | Audiencia en U.K |
| --- | ---------------------- | ------------ | ------------ | ----------------------- | ---------------- |
| 1 | «Merlin in Need 2008»  | —            | —            | 14 de noviembre de 2008 | 9.83             |
| Todo parecía ir bien en el reino de Camelot, hasta que apareció una criatura aterradora, amarilla y con un solo ojo llamada Pudsey, pero este no es un monstruo ordinario, era una criatura de caridad. Recauda dinero, pero Uther no dejará que su reino quiebre, por lo que ordena su ejecución inmediata, sin embargo, Gaius le advierte que la única manera de derrotarlo es donar dinero. Con el fin de alentar al pueblo de Camelot a hacerlo, Gaius sugiere que alguien diverta y sea humillado ante las personas. Todos concuerdan con que ese alguien sea Merlín. La gente del pueblo lanza verduras podridas a Merlín, y el reino de Camelot y Pudsey hacen las paces gracias a que Merlín dejó que le lanzaran verduras, y Uther decide donar monedas de oro a Pudsey cada año. |                        |              |              |                         |                  |
| 2 | «Merlin in Need 2009»  | —            | —            | 20 de noviembre de 2009 | 10.08            |
| Hay magia negra infectando el reino de Camelot como una plaga, hechizando a las personas y convirtiendo todos los objetos en cosas modernas. Lady Morgana y Gwen se ven afectadas por este fenómeno utilizando una secadora de cabello y champú, incluso Arturo ha sucumbido al encanto, y se ha enamorado de los efectos del hechizo, queriendo dormir únicamente con un osito de peluche. Uther y Gaius ven claramente que el hechicero responsable de esto no ha muerto, y se cree que estará lanzando toda su magia contre Uther, pero Uther afirma que él no ha sucumbido a los efectos del hechizo. Pero esto se confirma cuando a Uther lo llaman por teléfono ante la mirada atónita de Gaius.                                                                                     |                        |              |              |                         |                  |
| 3 | «Merlin in Need 2010»  | —            | —            | 19 de noviembre de 2010 | 12.94            |
| El elenco de Merlín da un discurso rápido pidiendo donar dinero para los niños necesitados con algunos bloopers de la serie. |                        |              |              |                         |                  |